# トルコ共和国政府奨学金

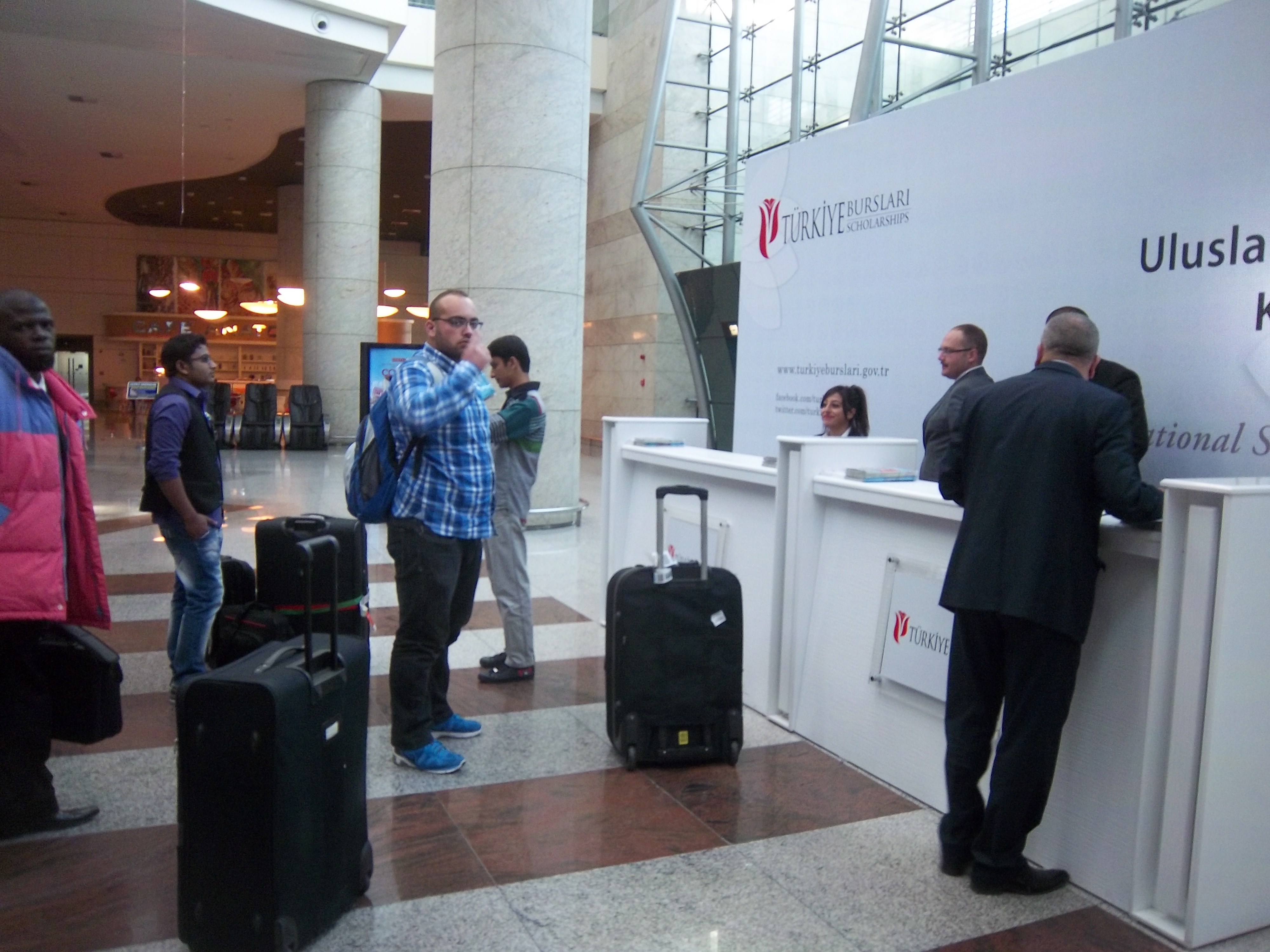
アンカラ・エセンボーア国際空港内に設置されている、トルコ共和国政府奨学金受給者向け窓口

トルコ共和国政府奨学金 (トルコ語: Türkiye Bursları) は、トルコ政府が拠出している国際奨学金プログラムである。トゥルグト・オザルが大統領であった1992年に設立され、2012年に現在の名称になった。毎年5,000人に支給されるトルコ最大規模の奨学金であり、2021年には178か国から165,500人の応募があった。2017年の時点で、トルコ国内の公立・私立大学105校へ留学生を受け入れている。
奨学金を受給しトルコ国内で教育を受けた学生は、卒業後1年以内に母国へ帰国しなければならない。ただしトルコが必要とする有資格職の範囲内で労働許可証を付与され、国内での就労が認められた場合は、この規定の対象外とされる。

## 支給対象

### 学位
奨学金の支給対象となるのは、短期大学士、学士、修士、Ph.D.レベルの高等教育（第3期教育）を受ける留学生である。他国との相互理解や、人と人との交流を深めることを設立理念として掲げている。

### 地域
学部レベルの奨学金は、支給対象者が特定の地域出身の者に限られている。主に開発途上国やかつてのオスマン帝国領のように歴史的にトルコとの関係が深い地域が対象とされており、対する西ヨーロッパ、アングロアメリカ、オーストラリアなどの先進国の大半の出身者は、この種類の奨学金を受給する手段が用意されていない。対象国はアフリカ諸国カテゴリ、ボスポラスカテゴリ（ラテンアメリカと一部の非トルコ系アジア諸国）、バルカンカテゴリ（旧ユーゴスラビア諸国、ブルガリア、ルーマニア、アルバニア、ギリシャ）、ハッラーンカテゴリ（中東諸国、バングラデシュ、アフガニスタン、タジキスタン）、黒海カテゴリ（黒海沿岸諸国、ドイツを除く旧東側諸国）、トルコ語圏諸国（トルコ系国家）、アナトリアカテゴリ（北キプロス、すでにトルコ国内の学校を卒業している外国人）といったカテゴリに分類されている。
一部の開発途上国では、限られた割当枠のために厳しい国内選抜試験を行っているところもある。例えば2020年のナイジェリアでは、12人の枠に対して1000人を超える学生が応募した。2012年から2021年までの9年間で、16,720人のナイジェリア人がトルコ共和国奨学金に応募し、そのうち337人が奨学金を受給するに至った。
十分なトルコ語能力を持たない受給者は、留学先で学位取得のために取る語学講座単位の有無と関係なく、1年間のトルコ語講座に出席することが必須とされている。
奨学金の申請書類は、トルコ語、アラビア語、英語、フランス語、ロシア語、ボスニア語、ペルシア語、スペイン語のいずれかで書くことが認められている。2017年、トルコは世界各地で約100の国際同窓会設立を2年のうちに設立するため支援を行うと発表した。2013年から2022年の間に、53か国で94 回の同窓会が開催されており、また30か国に設立された34の同窓会が在外トルコ人および関連コミュニティ庁の支援を受けて活動を継続しているとされている。